# Jan Christiaan Heunis
Jan Christiaan Heunis (ur. 20 kwietnia 1927 w Uniondale, zm. 27 stycznia 2006 w Somerset West) – południowoafrykański prawnik i polityk, p.o. prezydenta RPA w okresie od 19 stycznia do 15 marca 1989 roku.

## Życiorys
Uczęszczał do szkoły w George. Od 1951 roku pracował jako prawnik, zaangażował się również w działalność polityczną, został członkiem Partii Narodowej, zasiadał również z jej ramienia w radzie miejskiej. Od 1959 roku był członkiem parlamentu prowincji Przylądkowej Zachodniej, a w wyborach w 1970 roku został członkiem Zgromadzenia Ludowego. W 1974 roku został mianowany ministrem turystyki, a w 1982 roku ministrem odpowiedzialnym za reformę konstytucji.
W latach 80. XX wieku był jednym z najważniejszych działaczy Partii Narodowej, był także proponowany jako następca Pietera Willema Bothy na stanowisku prezydenta państwa. 19 stycznia 1989 roku został pełniącym obowiązki prezydenta RPA po rezygnacji Bothy. W 1989 roku zakończył karierę polityczną i założył firmę prawniczą w Somerset West, był także działaczem na rzecz osób starszych.
Otrzymał honorowy doktorat Uniwersytetu w Stellenbosch oraz honorowe obywatelstwo miasta George. Żonaty, miał piątkę dzieci.